# Променепері
Променепері або променепері риби (Actinopterygii, або Palaeopterygii) — клас тварин клади Euteleostomi (раніше кісткових риб).

## Морфологія
Хорда повністю не зберігається (є тільки в осетрових). Тіла хребців зазвичай є. Верхньощелепний апарат рухливо з'єднаний з черепом (гіостилія або амфістилія). Луска ганоїдна, циклоїдна або ктеноїдна, інколи шкіра гола або вкрита кістковими пластинками. Парні плавці без м'язистих лопатей біля основи (є тільки в багатопероподібних). Спинний плавець переважно один, але інколи їх може бути два або три. Хвіст гетероцеркальний у давніх і гомоцеркальний у молодших груп. Плавальний міхур зазвичай є, розрізняють дві групи рядів — примітивніших «відкритоміхурних» та більш просунутих «закритоміхурних». Хоан немає. Анальний і сечостатевий отвори роздільні. Спіральний клапан кишечника та артеріальний конус серця характерні тільки для ганоїдних і нижчих кісткових риб.
Живуть у морях і прісних водах. Багато видів променеперих — традиційні об'єкти промислу.

## Систематика та філогенія
Променепері — споріднена група до хоанових (Choanata). Променеперих нерідко об'єднують із частиною хоанових, а саме — з лопатеперими (Sarcopterygii), до яких належать целакантові та дводишні, у клас кісткових риб. За філогенетичними класифікаціями такий клас не є таксоном, це лише града (збірна група).
Викопні форми відомі із середнього девону. Тривала еволюція, що супроводжувалася широкою адаптивною радіацією, обумовила велику різноманітність променеперих за морфологією та екологічними особливостями. Клас об'єднує близько 97 % видів риб сучасної фауни.
Клас поділяють на три підкласи: Кладістії, Хрящові ганоїди та Новопері, 67 рядів, 469 родин, 4440 родів і 30,5 тис. видів, з яких близько 44 % прісноводні. Система класу розроблена недостатньо — різні автори визнають від 33 до 111 рядів (10—42 вимерлих). Наведена нижче кладограма підсумовує еволюційні зв'язки основних груп сучасних променеперих риб на основі кількох джерел:

| Кісткові ганоїди (Holostei) | \| \| Панцирникоподібні (Lepisosteiformes) \| \| \| \| \| \| Амієподібні (Amiiformes) \| \| \| \| |
|                             | \| \| Панцирникоподібні (Lepisosteiformes) \| \| \| \| \| \| Амієподібні (Amiiformes) \| \| \| \| |
|                             | Костисті риби (Teleostei)                                                                         |
|                             |                                                                                                   |
|                             | Панцирникоподібні (Lepisosteiformes)                                                              |
|                             |                                                                                                   |
|                             | Амієподібні (Amiiformes)                                                                          |
|                             |                                                                                                   |

|  | Панцирникоподібні (Lepisosteiformes) |
|  |                                      |
|  | Амієподібні (Amiiformes)             |
|  |                                      |

| Кісткові ганоїди (Holostei) | \| \| Панцирникоподібні (Lepisosteiformes) \| \| \| \| \| \| Амієподібні (Amiiformes) \| \| \| \| |
|                             | \| \| Панцирникоподібні (Lepisosteiformes) \| \| \| \| \| \| Амієподібні (Amiiformes) \| \| \| \| |
|                             | Костисті риби (Teleostei)                                                                         |
|                             |                                                                                                   |
|                             | Панцирникоподібні (Lepisosteiformes)                                                              |
|                             |                                                                                                   |
|                             | Амієподібні (Amiiformes)                                                                          |
|                             |                                                                                                   |

|  | Панцирникоподібні (Lepisosteiformes) |
|  |                                      |
|  | Амієподібні (Amiiformes)             |
|  |                                      |

| Кісткові ганоїди (Holostei) | \| \| Панцирникоподібні (Lepisosteiformes) \| \| \| \| \| \| Амієподібні (Amiiformes) \| \| \| \| |
|                             | \| \| Панцирникоподібні (Lepisosteiformes) \| \| \| \| \| \| Амієподібні (Amiiformes) \| \| \| \| |
|                             | Костисті риби (Teleostei)                                                                         |
|                             |                                                                                                   |
|                             | Панцирникоподібні (Lepisosteiformes)                                                              |
|                             |                                                                                                   |
|                             | Амієподібні (Amiiformes)                                                                          |
|                             |                                                                                                   |

|  | Панцирникоподібні (Lepisosteiformes) |
|  |                                      |
|  | Амієподібні (Amiiformes)             |
|  |                                      |

| Кісткові ганоїди (Holostei) | \| \| Панцирникоподібні (Lepisosteiformes) \| \| \| \| \| \| Амієподібні (Amiiformes) \| \| \| \| |
|                             | \| \| Панцирникоподібні (Lepisosteiformes) \| \| \| \| \| \| Амієподібні (Amiiformes) \| \| \| \| |
|                             | Костисті риби (Teleostei)                                                                         |
|                             |                                                                                                   |
|                             | Панцирникоподібні (Lepisosteiformes)                                                              |
|                             |                                                                                                   |
|                             | Амієподібні (Amiiformes)                                                                          |
|                             |                                                                                                   |

|  | Панцирникоподібні (Lepisosteiformes) |
|  |                                      |
|  | Амієподібні (Amiiformes)             |
|  |                                      |

### Класифікація
- Підклас Кладістії (Cladistia)
  -     -       - Ряд Багатопероподібні (Polypteriformes)
- Підклас Хрящові ганоїди (Chondrostei)
  -     -       - Ряд Осетроподібні (Acipenseriformes)
- Підклас Новопері (Neopterygii)
  - Інфраклас Кісткові ганоїди (Holostei)
    -       - Ряд Панцирникоподібні (Lepisosteiformes)
      - Ряд Амієподібні (Amiiformes)

  - Інфраклас Костисті риби (Teleostei)
    - Надряд Арапаноїдні (Osteoglossomorpha)
      - Ряд Араваноподібні (Osteoglossiformes)
      - Ряд Хіодоноподібні (Hiodontiformes)

    - Надряд Елопоїдні (Elopomorpha)
      - Ряд Елопоподібні (Elopiformes)
      - Ряд Альбулеподібні (Albuliformes)
      - Ряд Спиношипоподібні (Notacanthiformes)
      - Ряд Вугроподібні (Anguilliformes)
      - Ряд Мішкоротоподібні (Saccopharyngiformes)

    - Надряд Оселедцеві (Clupeomorpha)
      - Ряд Оселедцеподібні (Clupeiformes)

    - Надряд Остаріофізи (Ostariophysi)
      - Ряд Гоноринхоподібні (Gonorynchiformes)
      - Ряд Коропоподібні (Cypriniformes)
      - Ряд Харациноподібні (Characiformes)
      - Ряд Гімнотоподібні (Gymnotiformes)
      - Ряд Сомоподібні (Siluriformes)

    - Надряд Протакантопері (Protacanthopterygii)
      - Ряд Аргентиноподібні (Argentiniformes)
      - Ряд Лососеподібні (Salmoniformes)
      - Ряд Щукоподібні (Esociformes)
      - Ряд Корюшкоподібні (Osmeriformes)

    - Надряд Стенопері (Stenopterygii)
      - Ряд Ателеоподоподібні (Ateleopodiformes)
      - Ряд Голкоротоподібні (Stomiiformes)

    - Надряд Циклоскамати (Cyclosquamata)
      - Ряд Авлопоподібні (Aulopiformes)

    - Надряд Скопеломорфи (Scopelomorpha)
      - Ряд Міктофоподібні (Myctophiformes)

    - Надряд Лампридоморфи (Lampridiomorpha)
      - Ряд Лампридоподібні (Lampriformes)

    - Надряд Поліміксоморфи (Polymyxiomorpha)
      - Ряд Поліміксоподібні (Polymixiiformes)

    - Надряд Паракантопері (Paracanthopterygii)
      - Ряд Перкопсоподібні (Percopsiformes)
      - Ряд Жабоподібні риби (Batrachoidiformes)
      - Ряд Вудильникоподібні (Lophiiformes)
      - Ряд Тріскоподібні (Gadiformes)
      - Ряд Ошибнеподібні (Ophidiiformes)

    - Надряд Акантопері (Acanthopterygii)
      - Ряд Кефалеподібні (Mugiliformes)
      - Ряд Атериноподібні (Atheriniformes)
      - Ряд Сарганоподібні (Beloniformes)
      - Ряд Китовидкоподібні (Cetomimiformes)
      - Ряд Коропозубоподібні (Cyprinodontiformes)
      - Ряд Стефанобериксоподібні (Stephanoberyciformes)
      - Ряд Беріксоподібні (Beryciformes)
      - Ряд Зевсоподібні (Zeiformes)
      - Ряд Присоскопероподібні (Gobiesociformes)
      - Ряд Колючкоподібні (Gasterosteiformes)
      - Ряд Іглицеподібні (Syngnathiformes)
      - Ряд Злитнозяброподібні (Synbranchiformes)
      - Ряд Скелезубоподібні (Tetraodontiformes)
      - Ряд Камбалоподібні (Pleuronectiformes)
      - Ряд Скорпеноподібні (Scorpaeniformes)
      - Ряд Окунеподібні (Perciformes)